# 長谷川ゆな
長谷川 ゆな（はせがわ ゆな、1990年9月13日 - ）は、日本の元AV女優。

## 略歴・人物
富山県出身。身長は157cm。スリーサイズはB90cm（Fカップ）・W57cm・H88cm。

## 出演作品

### アダルトビデオ
2011年
- 続・素人娘、お貸しします。26（7月21日、プレステージ）
- 働くオンナ2 VOL.06（8月23日、プレステージ）
- （素）シロウトTV PREMIUM 04（9月22日、プレステージ）
- 一泊二日、美少女完全予約制。（9月22日、プレステージ）
- 従順ペット候補生 ＃010（10月1日、プレステージ）
- 長谷川ゆなをひとり占め!（11月1日、プレステージ）
- 僕を誘惑する隣の綺麗なお姉さん(11月22日、プレステージ）
- WATER POLE 10（12月1日、プレステージ）

2012年
- ゆなの一日花嫁修業（1月1日、プレステージ）
- 長谷川ゆなとエスカレートしすぎるドしろーと娘6人＆AV女優6人がイク!!プレステージ的ファン感謝祭!!バスツアー（2月1日、プレステージ）
- 長谷川ゆながご奉仕しちゃう 最新やみつきエステ（3月1日、プレステージ）
- やりたい放題（4月3日、プレステージ）
- プレステージ専属女優、全国各地に出没します。（5月2日、プレステージ）共演:加藤リナ、朱音ゆい、藤澤美羽、白石夏美、水谷心音（藤崎りお）、有紀かな、小橋咲
- 長谷川ゆな PRESTIGE PREMIUM BEST（5月11日、プレステージ）総集編
- 長谷川ゆな、満足度満点ソープ（5月22日、プレステージ）
- 恥ずかしいほど、セックスが好き。（6月22日、プレステージ）
- 愛人スイートルーム（7月20日、プレステージ）